# Monochaetum talamancense
Monochaetum talamancense är en tvåhjärtbladig växtart som beskrevs av Frank Almeda. Monochaetum talamancense ingår i släktet Monochaetum och familjen Melastomataceae. Inga underarter finns listade i Catalogue of Life.